# Olokun
Olokun, u Jorubów z Nigerii i Beninu bóg oceanu, czczony przez rybaków.
Uważany za męża swej siostry Olosy oraz Osu – bogini laguny.
Według wierzeń rozsierdzony lekceważeniem ludzi miał ukarać mieszkańców ziemi potopem, jednak ludzkość została uchroniona przed zagładą przez Obatelę, który zakuł Olokuna w siedem żelaznych łańcuchów.